# Pouzy-Mésangy
Pouzy-Mésangy est une commune française, située dans le département de l'Allier en région Auvergne-Rhône-Alpes.

## Géographie
La commune de Pouzy-Mésangy s’étend sur une superficie de 3 504 hectares dont 400 de bois à 215 mètres d’altitude, entre le chef-lieu et Le Veurdre, où coule l’Allier, limite orientale naturelle du département. Elle est irriguée par la Bieudre, l’Anduise, les ruisseaux de Civrais, Billot et l’Épine.
Le bourg est traversé par la route départementale n° 1 qui permet d’atteindre Moulins via la route départementale n° 13, en traversant les communes de Limoise, Couzon et Montilly.
Ses communes limitrophes sont :
| Lurcy-Lévis, Neure |                           | Le Veurdre |
|                    | Pouzy-Mésangy             |            |
| Couleuvre          | Saint-Plaisir, Franchesse | Limoise    |

### Climat
Pour des articles plus généraux, voir Climat d'Auvergne-Rhône-Alpes et Climat de l'Allier.
En 2010, le climat de la commune est de type climat océanique dégradé des plaines du Centre et du Nord, selon une étude du CNRS s'appuyant sur une série de données couvrant la période 1971-2000. En 2020, Météo-France publie une typologie des climats de la France métropolitaine dans laquelle la commune est exposée à un climat océanique altéré et est dans la région climatique Centre et contreforts nord du Massif Central, caractérisée par un air sec en été et un bon ensoleillement.
Pour la période 1971-2000, la température annuelle moyenne est de 11,2 °C, avec une amplitude thermique annuelle de 15,6 °C. Le cumul annuel moyen de précipitations est de 782 mm, avec 11,3 jours de précipitations en janvier et 7,6 jours en juillet. Pour la période 1991-2020, la température moyenne annuelle observée sur la station météorologique de Météo-France la plus proche, « Lurcy-Lévis Sa », sur la commune de Lurcy-Lévis à 6 km à vol d'oiseau, est de 11,4 °C et le cumul annuel moyen de précipitations est de 717,2 mm,. Pour l'avenir, les paramètres climatiques de la commune estimés pour 2050 selon différents scénarios d'émission de gaz à effet de serre sont consultables sur un site dédié publié par Météo-France en novembre 2022.

## Urbanisme

### Typologie
Au 1er janvier 2024, Pouzy-Mésangy est catégorisée commune rurale à habitat très dispersé, selon la nouvelle grille communale de densité à 7 niveaux définie par l'Insee en 2022.
Elle est située hors unité urbaine et hors attraction des villes,.

### Occupation des sols

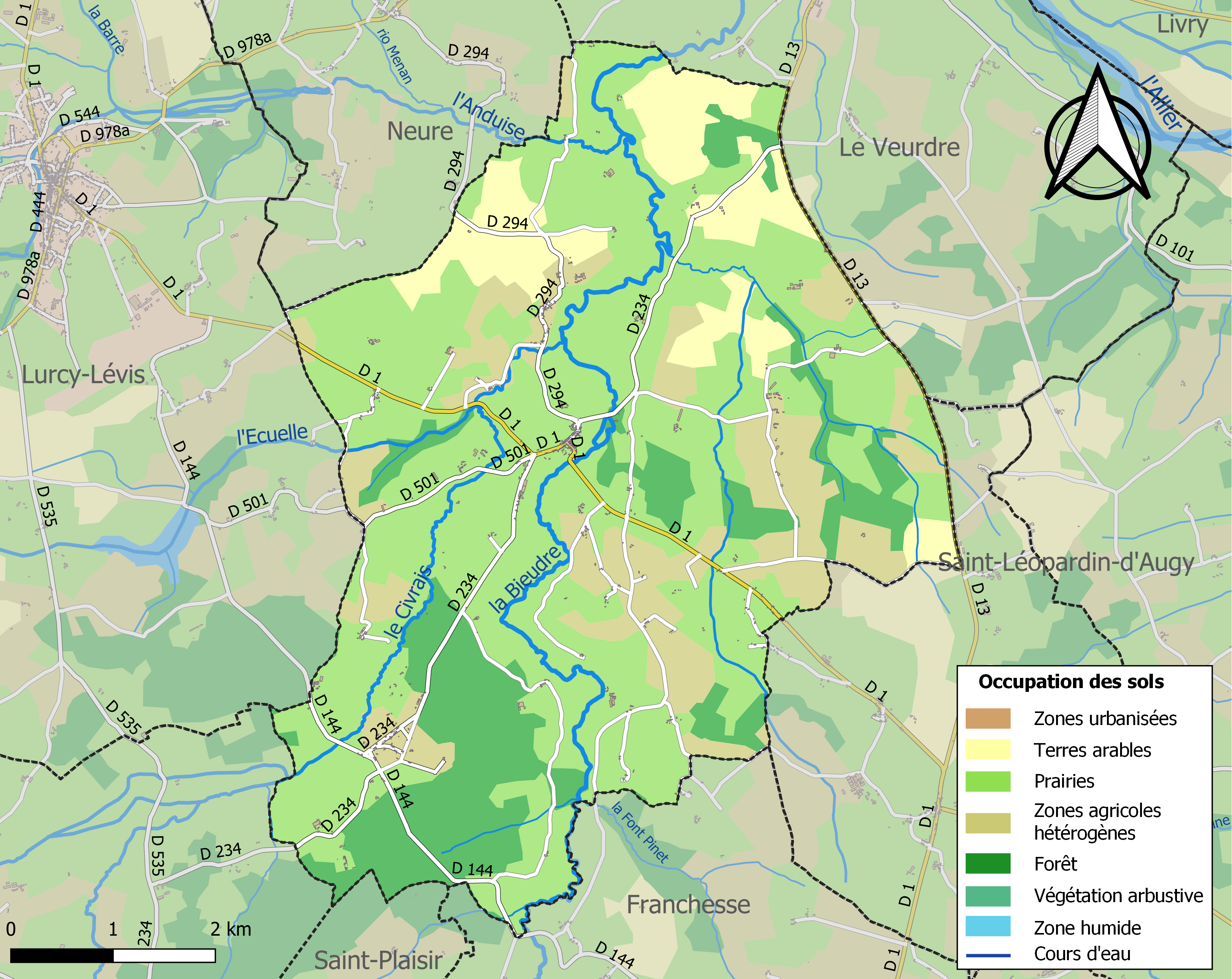
Carte des infrastructures et de l'occupation des sols de la commune en 2018 (CLC).

L'occupation des sols de la commune, telle qu'elle ressort de la base de données européenne d’occupation biophysique des sols Corine Land Cover (CLC), est marquée par l'importance des territoires agricoles (83,9 % en 2018), une proportion identique à celle de 1990 (83,9 %). La répartition détaillée en 2018 est la suivante : 
prairies (58,6 %), forêts (16,1 %), zones agricoles hétérogènes (15,8 %), terres arables (9,5 %).
L'IGN met par ailleurs à disposition un outil en ligne permettant de comparer l’évolution dans le temps de l’occupation des sols de la commune (ou de territoires à des échelles différentes). Plusieurs époques sont accessibles sous forme de cartes ou photos aériennes : la carte de Cassini (XVIIIe siècle), la carte d'état-major (1820-1866) et la période actuelle (1950 à aujourd'hui).

## Histoire
L’abbé Moret, dans son ouvrage Paroisses bourbonnaises, donne l’origine probable de l’appellation Pouzy. En effet, d’anciens écrits mentionnent Posiacum, qui signifie habitation de Posius, propriétaire gallo-romain de grande envergure qui avait mis en valeur autour de sa villa ce qu’on appellera bientôt dans les grimoires du Moyen Âge la Terre de Pouzy.
La disposition des abords du château sur motte (au XIIe siècle) et la levée qui domine la route du Veurdre, ainsi que la motte féodale de Montchevrin, prouvent que les habitants du village durent ériger des fortifications pour se protéger durant ces époques tourmentées.
La commune résulte de la réunion des anciennes communes de Pouzy et de Mésangy en 1826.

## Politique et administration
| Période                                  | Période                      | Identité        | Étiquette | Qualité                                                               |
| ---------------------------------------- | ---------------------------- | --------------- | --------- | --------------------------------------------------------------------- |
| Les données manquantes sont à compléter. |                              |                 |           |                                                                       |
| 1957                                     | juin 1995                    | Julien Dumont   | PCF       | Conseiller général du canton de Lurcy-Lévis (1964-1982)               |
| juin 1995                                | février 2005                 | Roger Daumin    | PCF       |                                                                       |
| mars 2005                                | décembre 2018                | Nicolas Thollet | PCF       | Fonctionnaire Conseiller général du canton de Lurcy-Lévis (2008-2015) |
| mars 2019                                | En cours (au 8 juillet 2020) | Alain Virlogeux | PCF       | Retraité Réélu en 2020                                                |

## Population et société

### Démographie
L'évolution du nombre d'habitants est connue à travers les recensements de la population effectués dans la commune depuis 1793. Pour les communes de moins de 10 000 habitants, une enquête de recensement portant sur toute la population est réalisée tous les cinq ans, les populations de référence des années intermédiaires étant quant à elles estimées par interpolation ou extrapolation. Pour la commune, le premier recensement exhaustif entrant dans le cadre du nouveau dispositif a été réalisé en 2006.

En 2022, la commune comptait 383 habitants, en évolution de −4,96 % par rapport à 2016 (Allier : −1,38 %, France hors Mayotte : +2,11 %).
| 1793 | 1800 | 1806 | 1821 | 1831  | 1836  | 1841  | 1846  | 1851  |
| ---- | ---- | ---- | ---- | ----- | ----- | ----- | ----- | ----- |
| 830  | 791  | 810  | 786  | 1 063 | 1 141 | 1 115 | 1 255 | 1 162 |

| 1856  | 1861  | 1866  | 1872  | 1876  | 1881  | 1886  | 1891  | 1896  |
| ----- | ----- | ----- | ----- | ----- | ----- | ----- | ----- | ----- |
| 1 215 | 1 213 | 1 318 | 1 480 | 1 398 | 1 361 | 1 321 | 1 259 | 1 270 |

| 1901  | 1906  | 1911  | 1921 | 1926 | 1931 | 1936 | 1946 | 1954 |
| ----- | ----- | ----- | ---- | ---- | ---- | ---- | ---- | ---- |
| 1 271 | 1 241 | 1 172 | 957  | 971  | 893  | 867  | 783  | 669  |

| 1962 | 1968 | 1975 | 1982 | 1990 | 1999 | 2006 | 2011 | 2016 |
| ---- | ---- | ---- | ---- | ---- | ---- | ---- | ---- | ---- |
| 641  | 644  | 541  | 488  | 429  | 411  | 420  | 411  | 403  |

| 2021 | 2022 | - | - | - | - | - | - | - |
| ---- | ---- | - | - | - | - | - | - | - |
| 388  | 383  | - | - | - | - | - | - | - |

Avec 383 habitants en 2022 , la densité de population est très faible compte tenu de la superficie importante de Pouzy-Mésangy.

## Culture locale et patrimoine

### Lieux et monuments
- Église romane Saint-Aignan.
- Chapelle Notre-Dame-de-la Miséricorde de Grand-Beaumont.
- Murets de pierres sèches de Beaumont.
- Maison forte du Plaix, entre Pouzy et Mésangy.
- Nombreux lavoirs et fontaines.
- Chemin de randonnée, parcours des quatre rivières (12 km) entre bocage et rivières.

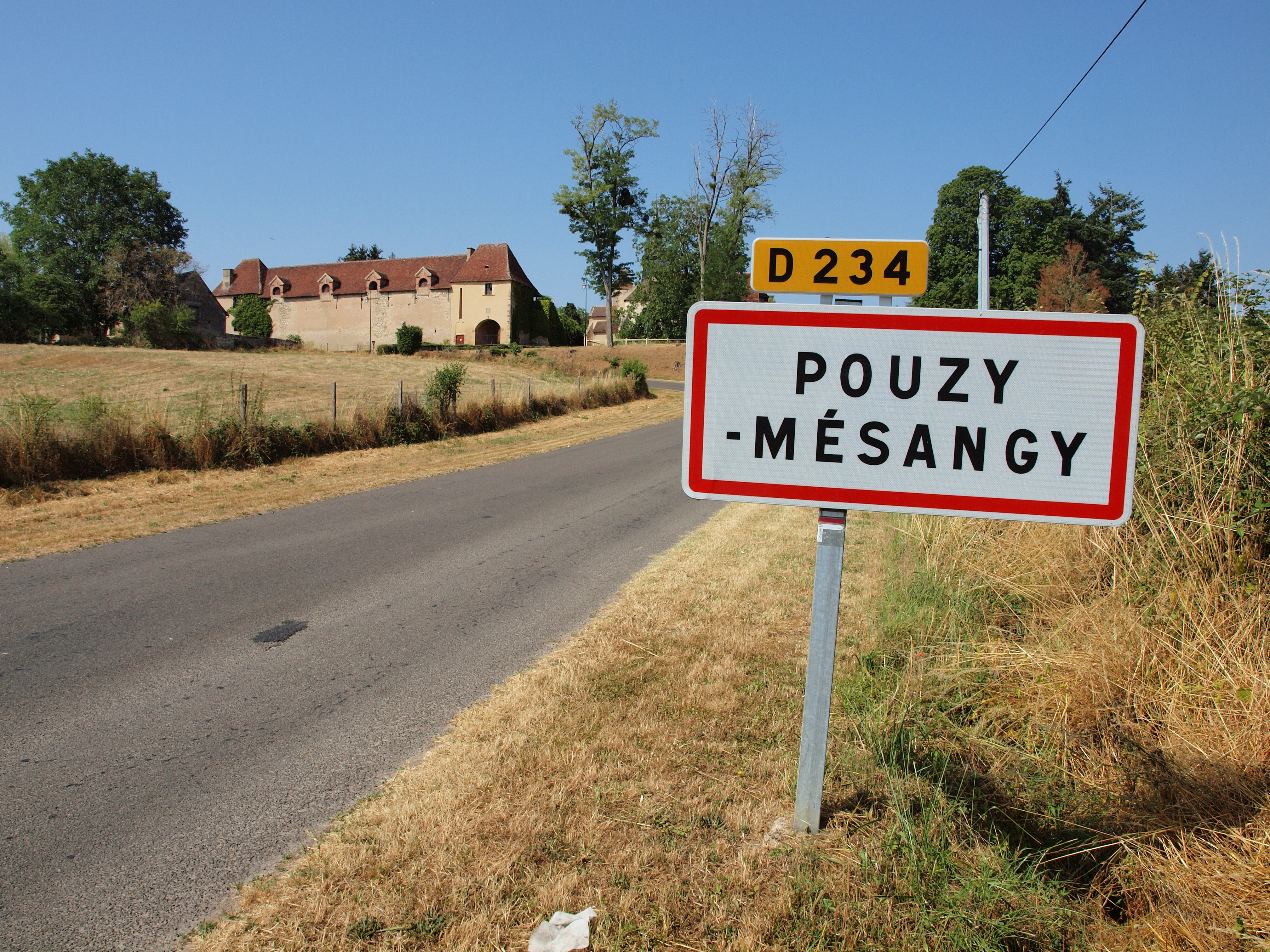
Entrée du village.
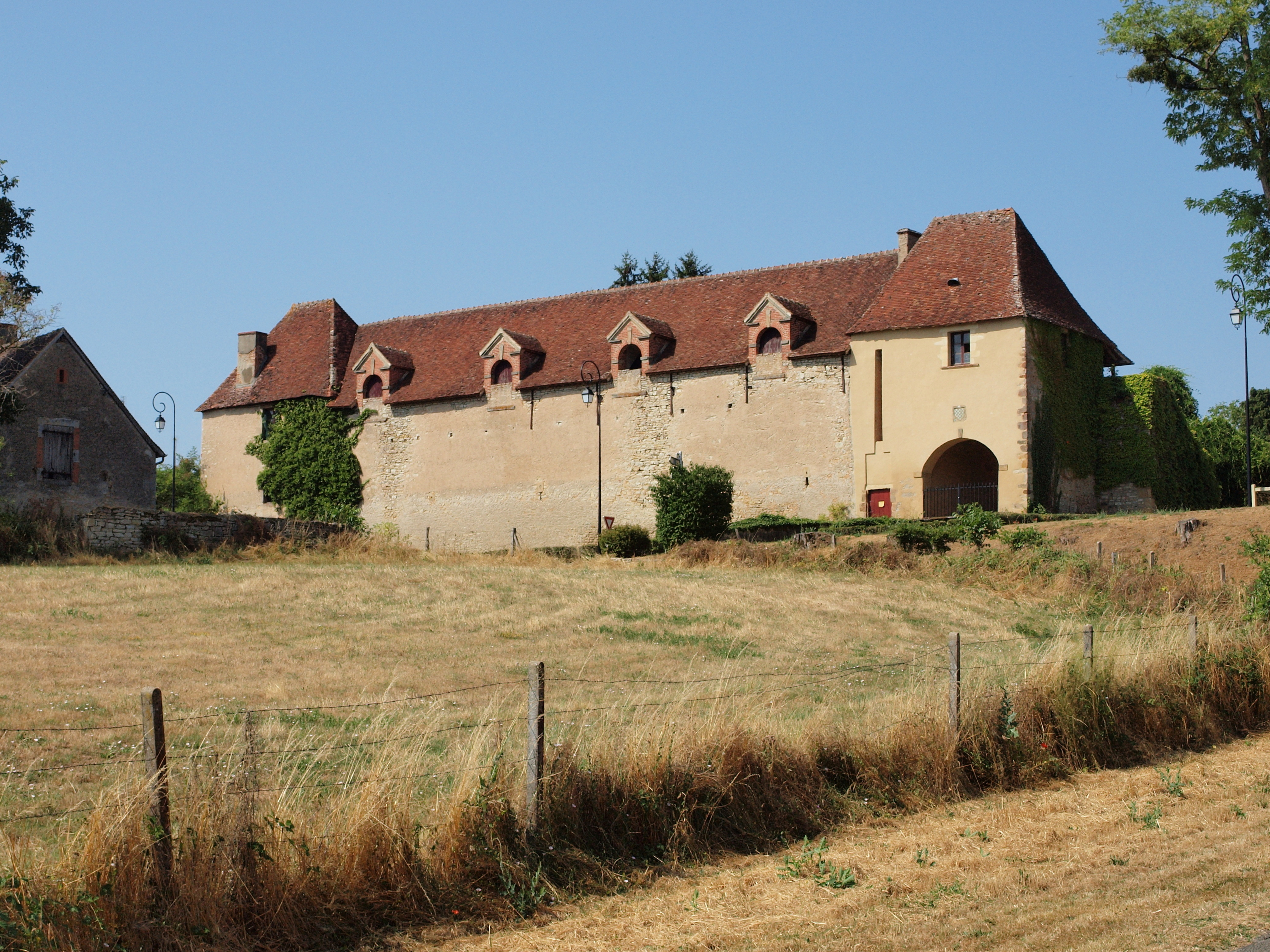
Le château de Pouzy.
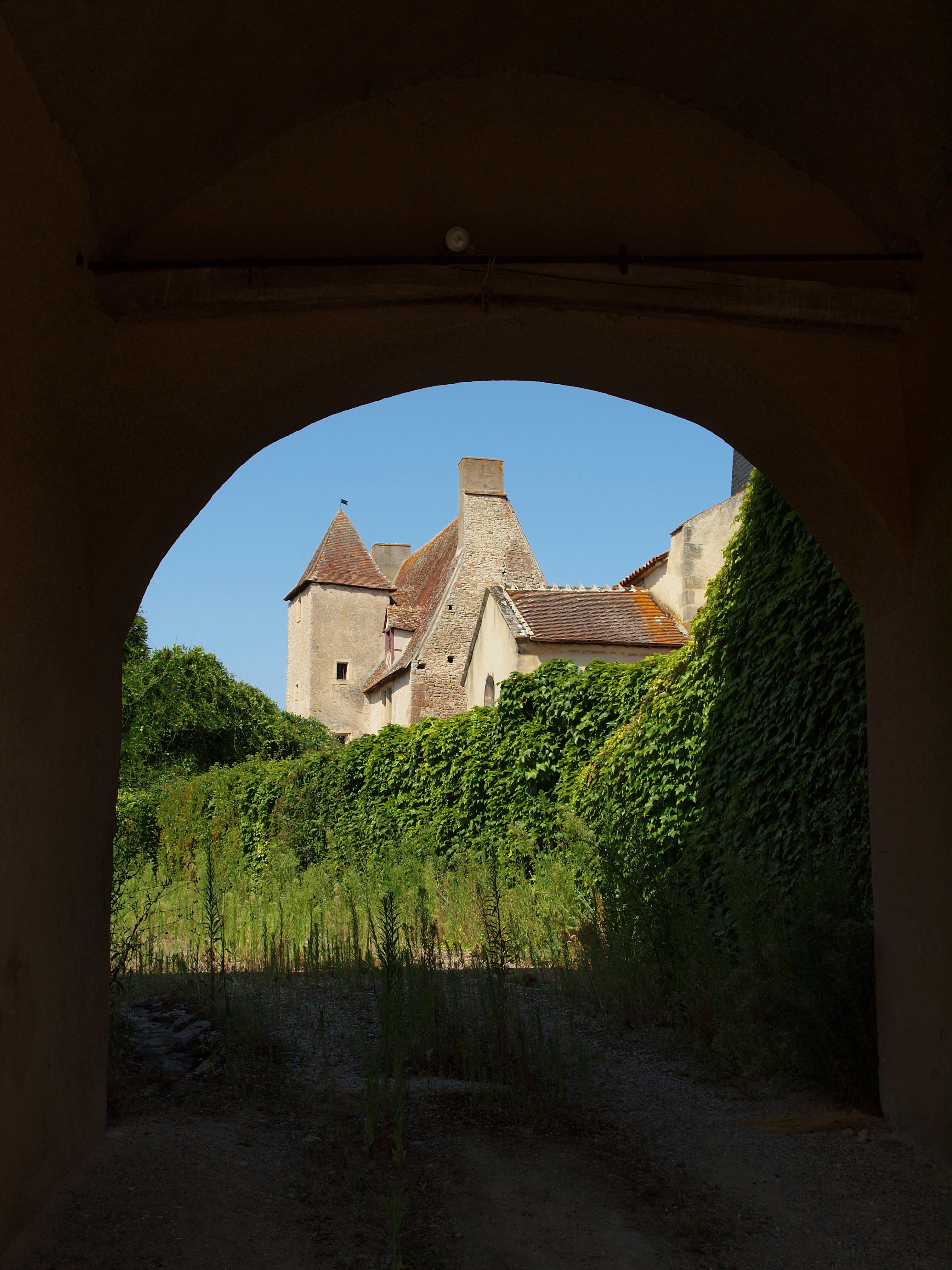
Le château de Pouzy.
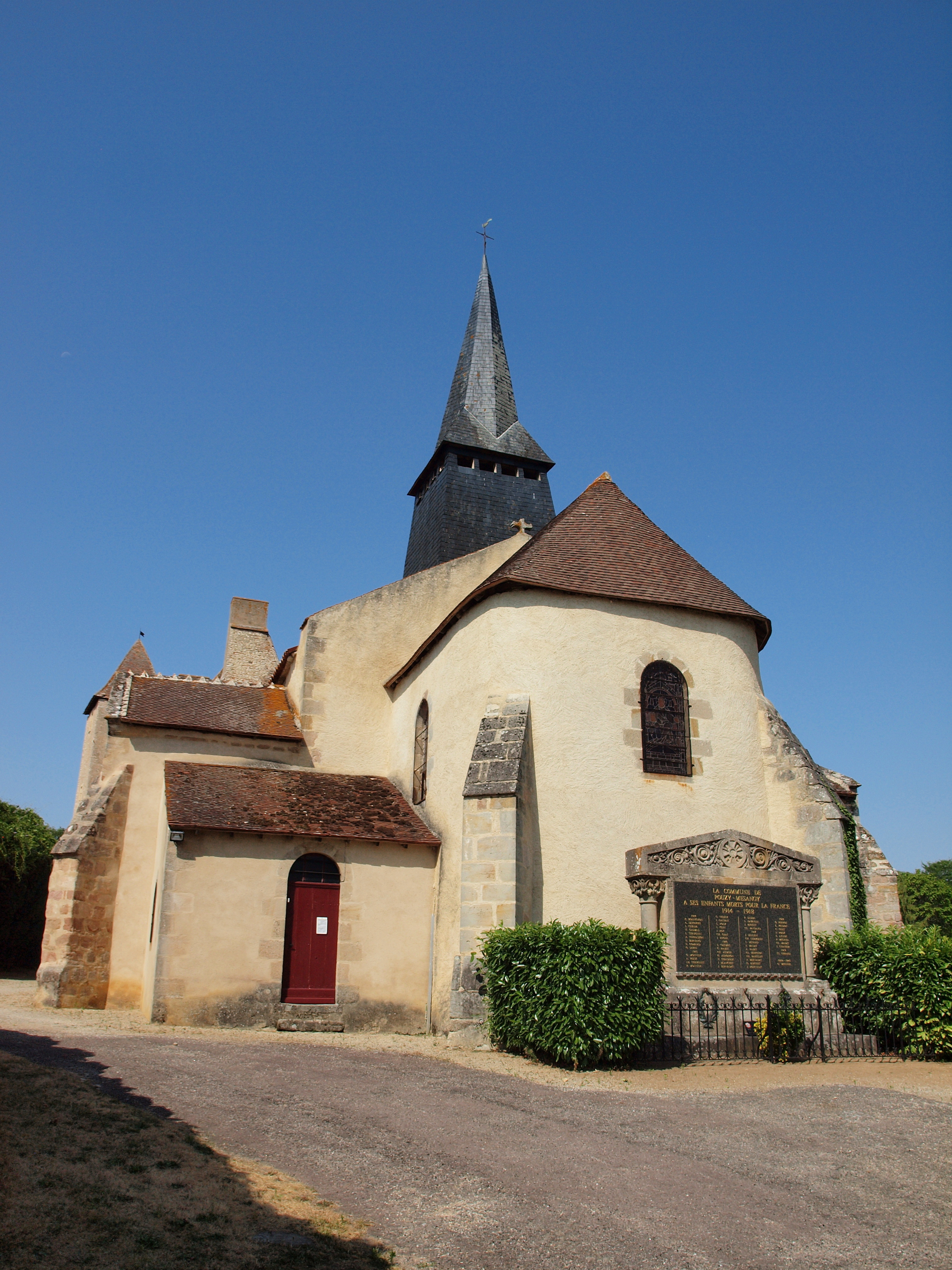
L'église Saint-Aignan.
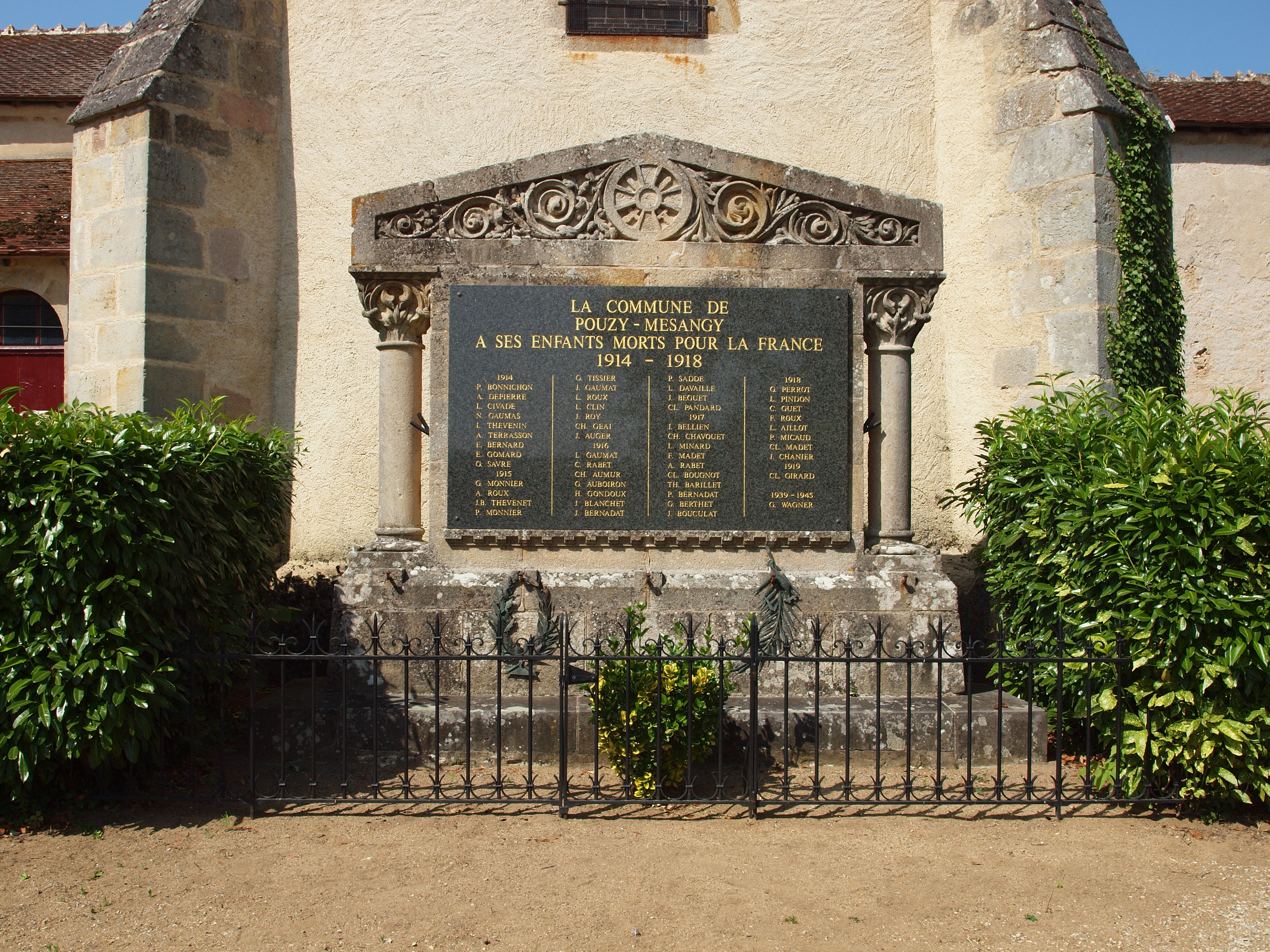
Le monument aux morts.

## Héraldique
|  | Les armes de la commune se blasonnent ainsi : Échiqueté d’or et d’azur. |